# Marie Bach
Marie Luise Bach, geborene Marie Gelpke (* 26. Juni 1836 in Bern; † 25. August 1904 ebenda), war eine Schweizer Schriftstellerin.

## Leben
Bach wuchs als Tochter des Berner Professors der Theologie und Kirchengeschichte Ernst Friedrich Gelpke (1807–1871) am Genfersee auf. Sie wurde zweisprachig – Französisch und Deutsch – erzogen und dichtete bereits in ihrer Kindheit. Sie heiratete 1860 Karl Heinrich Andreas Bach. Der Ehe entstammten mehrere Kinder, die Bach nach dem frühen Tod des Ehemanns im Jahr 1870 allein grossziehen musste. Im Jahr 1871 zog Bach nach Basel, wo sie bis 1886 lebte.
Bereits 1884 hatte sie mit dem Schreiben begonnen. Ein erstes Drama, unter dem Titel Wieland und Julie geschrieben, wurde unter dem Titel Julie Bondeli, die Königin von Bern uraufgeführt. Neben weiteren Schauspielen meist humoristischer Natur veröffentlichte Bach in verschiedenen Zeitungen der Schweiz unter anderem dramatisierte Märchen, Humoresken, Novellen, Erzählungen für die Jugend, Gedichte sowie Übersetzungen aus dem Englischen. Im Jahr 1886 zog Bach nach Bern zurück, wo sie in späten Jahren eine Privatschule gründete und 1904 verstarb.

## Werke (Auswahl)
- Julie Bondeli und Wieland. Drama in 4 Akten, mit einem Vorspiel. Nydegger & Baumgart, Bern 1884 (zweite Auflage 1894 als Wieland und Julie).
- Arsent. Drama in 5 Akten von M. Bach-Gelpke. Vogel, Glarus 1893.
- Novellen aus Künstlerkreisen und harmlose Erzählungen aus der Bundesstadt. Vogel, Glarus 1893.
- Lady Kyme. Drama in fünf Akten. Wirz, Grünigen 1895.
- Der diplomatische Hofmarschall (Lustspiel, um 1898).[1]